# La Loyère
La Loyère és un municipi francès, situat al departament de Saona i Loira i a la regió de Borgonya - Franc Comtat. L'any 2007 tenia 486 habitants.

## Demografia

### Població
El 2007 la població de fet de La Loyère era de 486 persones. Hi havia 164 famílies, de les quals 24 eren unipersonals (16 homes vivint sols i 8 dones vivint soles), 48 parelles sense fills, 88 parelles amb fills i 4 famílies monoparentals amb fills.
La població ha evolucionat segons el següent gràfic:
Habitants censats

### Habitatges
El 2007 hi havia 166 habitatges, 165 eren l'habitatge principal de la família i 1 estava desocupat. 159 eren cases i 7 eren apartaments. Dels 165 habitatges principals, 140 estaven ocupats pels seus propietaris, 20 estaven llogats i ocupats pels llogaters i 5 estaven cedits a títol gratuït; 1 tenia una cambra, 1 en tenia dues, 14 en tenien tres, 45 en tenien quatre i 104 en tenien cinc o més. 146 habitatges disposaven pel capbaix d'una plaça de pàrquing. A 46 habitatges hi havia un automòbil i a 118 n'hi havia dos o més.

### Piràmide de població
La piràmide de població per edats i sexe el 2009 era:
| Homes | Edats   | Dones |
| ----- | ------- | ----- |
| 0     | 95 o +  | 0     |
| 0     | 90 a 94 | 0     |
| 0     | 85 a 89 | 4     |
| 4     | 80 a 84 | 0     |
| 0     | 75 a 79 | 8     |
| 12    | 70 a 74 | 4     |
| 4     | 65 a 69 | 4     |
| 0     | 60 a 64 | 8     |
| 16    | 55 a 59 | 0     |
| 0     | 50 a 54 | 8     |
| 16    | 45 a 49 | 8     |
| 32    | 40 a 44 | 20    |
| 16    | 35 a 39 | 20    |
| 16    | 30 a 34 | 12    |
| 8     | 25 a 29 | 12    |
| 8     | 20 a 24 | 8     |
| 24    | 15 a 19 | 12    |
| 16    | 10 a 14 | 16    |
| 20    | 5 a 9   | 20    |
| 8     | 0 a 4   | 12    |

## Economia
El 2007 la població en edat de treballar era de 335 persones, 247 eren actives i 88 eren inactives. De les 247 persones actives 230 estaven ocupades (124 homes i 106 dones) i 17 estaven aturades (7 homes i 10 dones). De les 88 persones inactives 23 estaven jubilades, 40 estaven estudiant i 25 estaven classificades com a «altres inactius».

### Ingressos
El 2009 a La Loyère hi havia 162 unitats fiscals que integraven 464 persones, la mediana anual d'ingressos fiscals per persona era de 18.525,5 €.

### Activitats econòmiques
Dels 14 establiments que hi havia el 2007, 1 era d'una empresa extractiva, 3 d'empreses de construcció, 5 d'empreses de comerç i reparació d'automòbils, 2 d'empreses de transport, 1 d'una empresa d'hostatgeria i restauració, 1 d'una empresa de serveis i 1 d'una empresa classificada com a «altres activitats de serveis».
Dels 3 establiments de servei als particulars que hi havia el 2009, 1 era un paleta, 1 lampisteria i 1 electricista.
Dels 3 establiments comercials que hi havia el 2009, 1 era una sabateria, 1 una botiga d'electrodomèstics i 1 una botiga de material de revestiment de parets i terra.
L'any 2000 a La Loyère hi havia 3 explotacions agrícoles.

## Poblacions més properes
El següent diagrama mostra les poblacions més properes.